# McCartney II
Albums de Paul McCartney
Thrillington
(1979) Tug of War
(1982)
Albums par Wings
Back to the Egg
(1979) All the Best!
(1987)
Singles
1. Coming Up/Lunchbox/Odd Sox
Sortie : 11 avril 1980
2. Waterfalls/Check My Machine
Sortie : 13 juin 1980
3. Temporary Secretary/Secret Friend
Sortie : 15 septembre 1980

McCartney II est le troisième album solo de Paul McCartney et le second qu'il ait enregistré seul. Paru en 1980, il marque la fin de l'aventure des Wings, à une époque où l'artiste envisage de plus en plus sérieusement de dissoudre son groupe avec lequel il a enregistré, de 1971 à 1979, sept albums en studio.
Comme pour l'album McCartney, Paul est le seul musicien de l'album, jouant de tous les instruments. L'album paraît d'ailleurs un peu plus de dix ans après celui-ci. Cependant, celui-ci donne une plus grande place aux expérimentations en studio.
La critique reçoit assez bien l'album à sa sortie et le public est au rendez-vous, avec un disque d'or de chaque côté de l'Atlantique, une première place dans les palmarès britanniques et une troisième place dans les palmarès américains. Il est par ailleurs nommé pour un Grammy Award (celui du meilleur chanteur rock pour Coming Up).
Un boîtier édition limitée contenant ses trois albums homonymes sera mis en vente en 2022.

## Liste des chansons
Toutes les compositions sont de Paul McCartney
| 1. | Coming Up           | Paul McCartney | Paul McCartney | 3:53 |
| 2. | Temporary Secretary | Paul McCartney | Paul McCartney | 3:14 |
| 3. | On the Way          | Paul McCartney | Paul McCartney | 3:38 |
| 4. | Waterfalls          | Paul McCartney | Paul McCartney | 4:43 |
| 5. | Nobody Knows        | Paul McCartney | Paul McCartney | 2:52 |

| 6.  | Front Parlour     | Paul McCartney | Paul McCartney | 3:32 |
| 7.  | Summer's Day Song | Paul McCartney | Paul McCartney | 3:25 |
| 8.  | Frozen Jap        | Paul McCartney | Paul McCartney | 3:40 |
| 9.  | Bogey Music       | Paul McCartney | Paul McCartney | 3:27 |
| 10. | Darkroom          | Paul McCartney | Paul McCartney | 2:20 |
| 11. | One of These Days | Paul McCartney | Paul McCartney | 3:35 |

| 12. | Check My Machine  | Paul McCartney | Paul McCartney | 5:52  |
| 13. | Secret Friend     | Paul McCartney | Paul McCartney | 10:30 |
| 14. | Goodnight Tonight | Paul McCartney | Paul McCartney | 4:21  |

## Fiche technique

### Interprètes
- Paul McCartney : chant, harmonies vocales, guitare, basse, piano électrique, synthétiseurs, claviers, batterie
- Linda McCartney : harmonies vocales